# کارمن کنسولی
کارمن کُنسولی (ایتالیایی: Carmen Consoli; تلفظ ایتالیایی: [ˈkarmen ˈkɔnsoli]؛ زادهٔ ۴ سپتامبر ۱۹۷۴) خواننده-ترانه‌سرای اهل ایتالیا است. او از سال ۱۹۹۵ میلادی تاکنون مشغول فعالیت بوده و بیش از دو میلیون نسخه از آثارش در ایتالیا به فروش رفته‌است.
از فیلم‌ها یا مجموعه‌های تلویزیونی که وی در آن‌ها نقش داشته‌است می‌توان به روزهای ترک و جدایی اشاره نمود.
او همچنین نشان شایستگی از جمهوری ایتالیا را دریافت کرده‌است.